# Clasificación de AFC y CAF para la Copa Mundial de Fútbol de 1958
La Clasificación de AFC y CAF para la Copa Mundial de Fútbol de 1958 contó con la participación de ocho países de Asia y África donde el ganador enfrentaría a una selección europea por la clasificación a la copa Mundial de Fútbol de 1958 a celebrarse en Suecia.
La FIFA rechazó la participación de Etiopía y Corea del Sur, mientras de Taiwán abandonó la eliminatoria antes del sorteo.

## Primera Ronda

### Grupo A
| 12-5-1957 | Indonesia      | 2–0     | China | Ikada Stadium, Yakarta |                   |
|           | Ramang 47' 80' | Reporte |       | Árbitro(s): Jonni      | Árbitro(s): Jonni |

| 2-6-1957 | China                                                            | 4–3     | Indonesia                    | Xiannongtan Stadium, Beijing |                         |
|          | Zhang Honggen 1' · Nian Weisi 9' · Sun Fucheng 47' · Wang Lu 75' | Reporte | Ramang 25' 55' · Witarsa 70' | Árbitro(s): Chakravarti      | Árbitro(s): Chakravarti |

| 23-6-1957 | Indonesia | 0–0 (t. s.) | China | Aung San Stadium, Rangún, Birmania |                         |
|           |           | Reporte     |       | Árbitro(s): U Ba Thaung            | Árbitro(s): U Ba Thaung |

Indonesia clasificó por diferencia de goles.

### Grupo 2
Israel clasificó porque Turquía se rehusó a jugar ante rivales asiáticos.

### Grupo 3
Egipto clasificó porque Chipre abandonó la eliminatoria.

### Grupo 4
| 8-3-1957 | Sudán             | 1–0     | Siria | Khartoum Stadium, Jartum   |                            |
|          | Manzul 78' (pen.) | Reporte |       | Árbitro(s): Riccardo Pieri | Árbitro(s): Riccardo Pieri |

| 24-5-1957 | Siria        | 1–1 (Global 1-2) | Sudán              | Abbasiyyin Stadium, Damasco        |                                    |
|           | Al-Zarqa 70' | Reporte          | Suleiman Faris 38' | Árbitro(s): Konstantinos Ioannidis | Árbitro(s): Konstantinos Ioannidis |

## Segunda Ronda
Sudán e Israel clasificaron a la fase final por el abandono de Indonesia y Egipto.

## Tercera Ronda
Israel logra la clasificación porque Sudán se rehusó a jugar en Israel por el boicot de la Liga Árabe a Israel.